# Диоцез Тракия
Диоцез Тракия (на латински: Dioecesis Thraciae; на гръцки: Διοίκησις Θράκης) обхваща югоизточните части на Балканския полуостров и има административно седалище във Филипополис.

## История
Наред с още четиринадесет административни единици, диоцез (епархия) Тракия е създаден и въведен юрисдикционно от император Диоклетиан (упр. 284 – 305) – с административната му реформа.
Диоцезът Тракия е тясно свързан с новия политически център на империята Константинопол. Обхваща територията от река Вит до дунавските устия и от Черно море и Босфора до река Места. В него влизат шест големи провинции: Тракия със средище Филипопол, Европа – със Силимврия, Родопа – с Енос, Хемимонт – с Адрианопол, Долна Мизия – с Марцианопол и Малка Скития (дн. Добруджа) с Томи. Неговият граждански управител-викарий резидира в Константинопол. Военната власт е съсредоточена в ръцете на магистъра на войските в Тракия, който организира отбраната на дунавския лимес от непрекъснатите нашествия на варварите.